# 池上本门寺
池上本門寺（いけがみほんもんじ），是位于東京都大田區池上一丁目的日蓮宗寺院。寺格為大本山。山号長栄山、院号大国院、寺号本門寺、俗稱池上本門寺。因爲是日蓮上人圓寂的地方。所以是日蓮宗十四靈跡寺院之一、也是七大本山之一。

## 起源和歷史
弘安5年（1282年）9月8日、日蓮上人病重離開身延山至常陸（茨城縣）養病。9月18日借宿武藏国池上鄉（現東京都大田区池上）池上宗仲的宅第。度過了最後的20多天。同年10月13日、日蓮上人去世以後池上宗仲在家宅背後的山上按法華經字數（69,384）捐地六万九千三八四坪建了一座以長栄山本門寺命名的寺廟開堂供養日蓮上人、這就是池上本門寺的起源。日蓮上人的弟子日朗是本門寺最初的主持。
池上宗仲的宅第在本門寺西側的小山谷，1276年（建治2年）改建為法華堂，現在是本門寺的屬下寺院大坊本行寺。本門寺在鎌倉・室町時代受關東武士階層保護，德川幕府時期是諸侯大名的許願的寺廟。第二次世界大戰在空襲中除五重塔、總門、經藏、宝塔之外的廟堂都被燒毀、戰後逐漸恢復。

## 建築

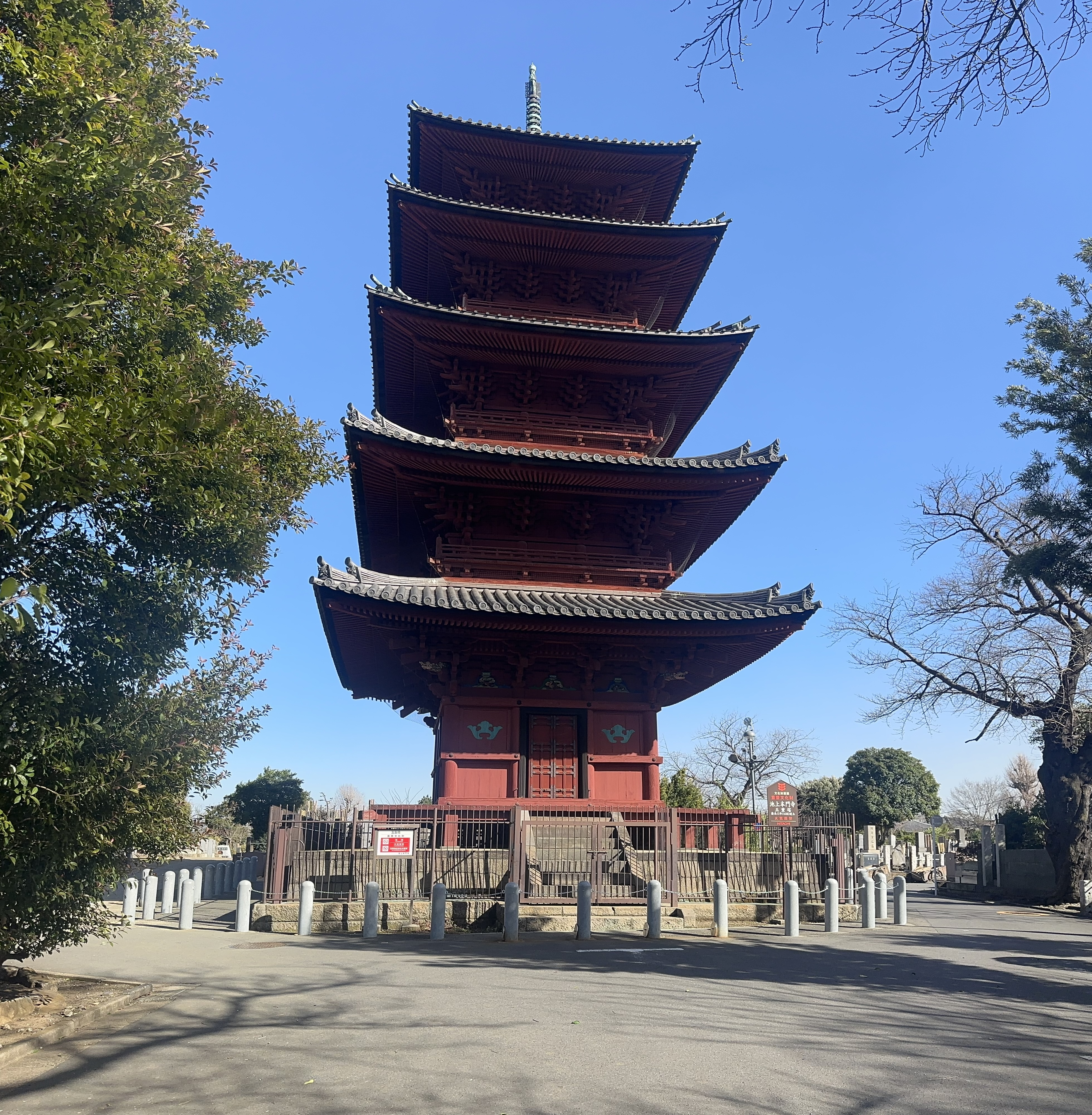
池上本門寺五重塔

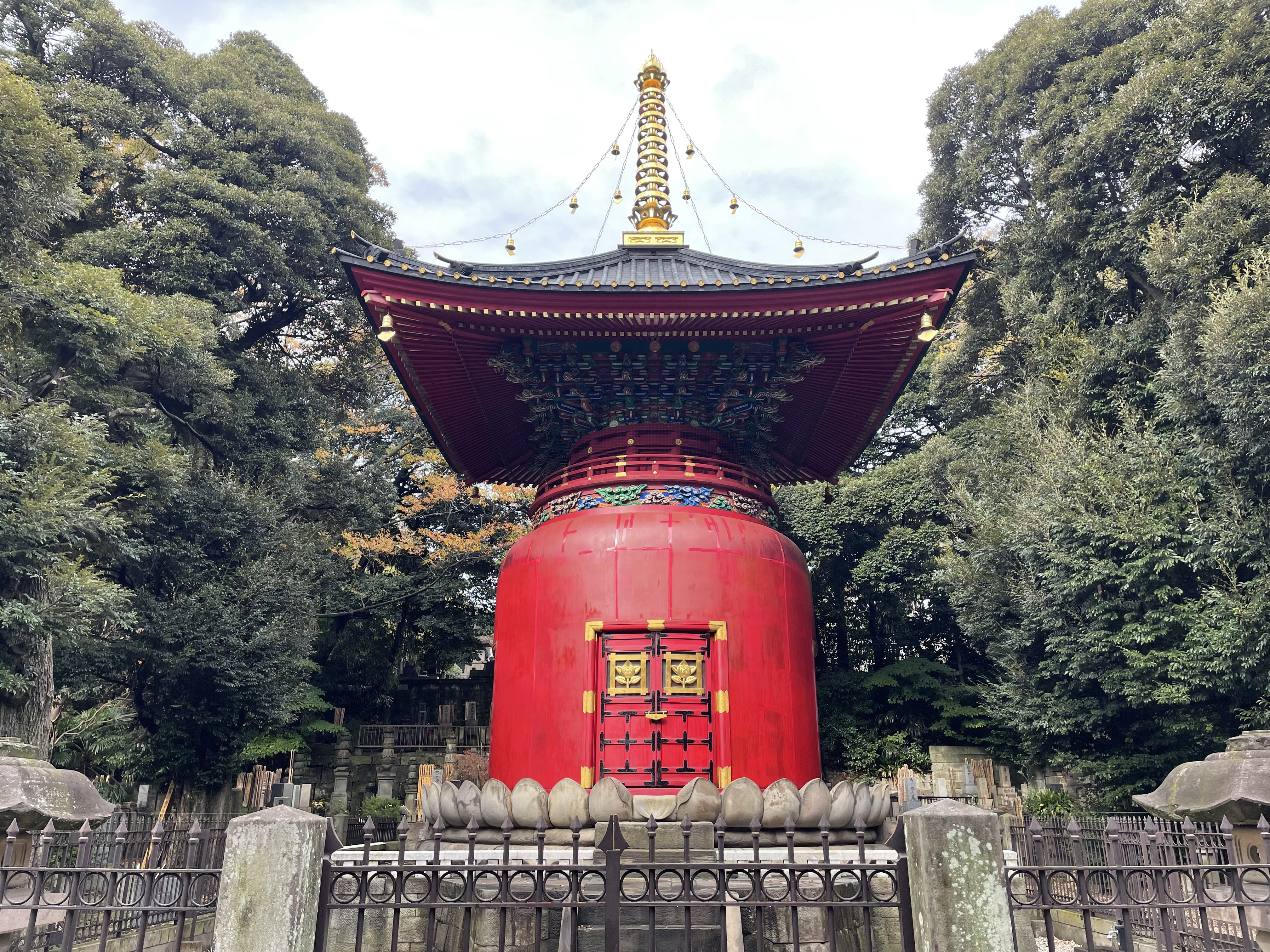
多寶塔

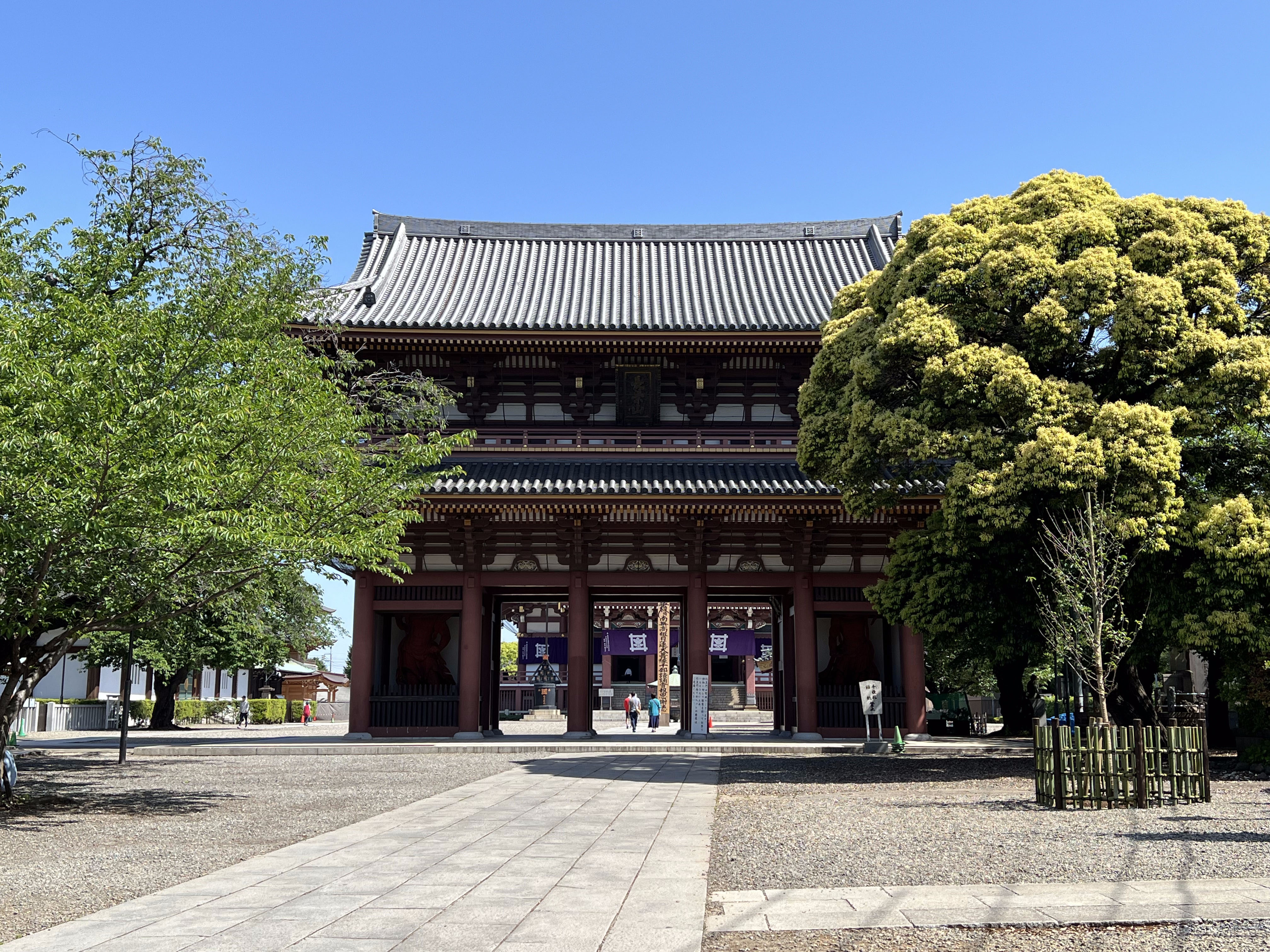
仁王門

池上本門寺的主要建築都在四面陡峭山崗上、進入山門之後有一段96階的石階通往正堂，這條石階名為此經難持坂（しきょうなんじざか）據説是加藤清正出資所建。此經難持出自法華經見宝塔品開頭之句96字。上了坡之後是仁王門，仁王門前面是長栄堂、日蓮像、慰靈碑。過了仁王門是大殿，西側為日朝堂、鐘楼、靈宝殿、經藏，北側是本殿、客殿、朗峰会館、松涛園，東側是墓地，墓地當中建有五重塔。
總門
建于元禄年間（17世紀末～18世紀初）。匾額上「本門寺」由本阿弥光悅所刻、現在的是複製品。原來的匾額收藏在靈宝殿。
大堂（祖師堂）
「祖師」就是日蓮上人，「祖師堂」用來祭祀日蓮上人。大堂是本門寺14世日詔時代（1606年（慶長11年））、加藤清正的母親七周年忌辰所建立、1710年（宝永7年）焼毀。本門寺24世日等時代1723年（享保8年）、8代将軍德川吉宗捐了木材后再建。1945年（昭和20年）4月的空襲中再次焼毀。1948年（昭和23年）修建了暫時的祖師堂和宗祖奉安塔。此後、1964年（昭和39年）本門寺79世伊藤日定在全国信徒的募捐下營造了現在的大堂。把暫時的祖師堂拆除、宗祖奉安塔移到經藏北側。
現在的大堂是鋼筋水泥歇山顶房梁結構建築。高27米。大堂中央有日蓮聖人坐像、左面是日朗聖人坐像、右面是日輪聖人坐像。2005年（平成17年）4月開始對屋頂經行了修補工作、同時對防震防火採取了措施、2006年（平成18年）4月修補作業完工。
第二次大戰的空襲本阿弥光悅所寫「祖師堂」匾額被燒毀。再建後懸挂的「大堂」匾額由本門寺80世金子日威書寫。
五重塔（重要文化財產）
五重塔（重要文化財產）
空襲中未被燒毀的重要古建築、1608年（慶長13年）江戶幕府2代将軍德川秀忠乳母岡部局（正心院日幸尼）許願所建。全部凃成紅色、建築式樣當初為和式、二層以上是禅宗式樣。高29米在五重塔中屬於中等規模。
本殿（常經殿）
本殿是釋尊的殿堂。1969年（昭和44年）重建了戰火中被毀的釋迦堂。在戰後所建佛堂建築中有很高評価。旧釋迦堂緊靠旧大堂（祖師堂）而建、重建后移到大堂後方的道路北側。本尊釋迦如来佛像内部供奉着印度尼赫鲁總理贈送的佛舎利。
仁王像
本殿中左右祭祀的仁王像由彫刻家圓鍔勝三所刻。原本放在仁王門、修理的時候移入本殿保管。
山門（仁王門）
大堂正面的二重門。1977年（昭和52年）再建。
日蓮像
仁王門左前方。1983年（昭和58年）日蓮700周年忌辰所建鋁製像。彫刻家北村西望的作品。這裡本來放置明治時代政治家星亨的銅像、戰時金属供應緊張而拆除。戰後星亨家遺族捐出台座設置了日蓮像。
日朝堂
祭祀身延山11世日朝和尚、61歳時失明後又復明、祈願眼疾康癒、學業順利。以前在這裡販賣鴿食，現在根據東京都的指示販賣中止。
鐘楼
現在的鐘楼是1958年（昭和33年）再建的。旧梵鐘是1647年（正保4年）加藤清正的女兒、德川頼宣的妻子瑤林院所捐、旧鐘楼在空襲中遭到破壞、現保存在鐘楼的邊上。
經藏（大田區指定文化財產）
和五重塔一樣躲過空襲。是1784年（天明4年）所建。大堂再建時隨著旧宗祖奉安殿移設、從原來的地方移到現在稍微偏北的位置。
宝塔（東京都指定有形文化財產）
本殿西面的公道西側、在谷底的位置。1828年（文政11年）日蓮550周年忌辰成瀬侯所建立。宝塔是圓筒形塔身，上面是金字塔形的塔頂。宝塔後面是紀州德川家内眷的墓。
池上氏館跡土壘
紀州德川家内眷墓的西側南北方向的小高地是池上氏館居館部分的土壘。大田区教育委員会認爲、宝塔和德川氏墓所、包括大坊本行寺的西側一帯是池上氏館。。
松涛園（東京都指定旧跡）
本殿後面、朗峰会館北側。小堀遠州所作庭院。明治元年（1868年）4月、江戶城開城前，西鄉隆盛和勝海舟在此會談。隆盛的弟弟西鄉從道所寫西郷・勝両雄会見碑立在園内。1991年（平成3年）園内整修。
根庵、鈍庵
陶芸家大野鈍阿旧宅移築到此。

## 文化財產
- 五重塔
  - 重要文化財產。1997年（平成9年）10月到2003年（平成14年）3月作爲国庫補助事業解体修理。
- 木造日蓮聖人坐像
- 兄弟抄　日蓮筆
- 宝塔（東京都指定有形文化財產）
- 日蓮筆消息文（東京都指定有形文化財產）
- 日蓮筆大曼荼羅（東京都指定有形文化財產）
- 日蓮遺物配分帳（東京都指定有形文化財產）
- 身延山守番帳（東京都指定有形文化財產）
- 日朗筆大曼荼羅（東京都指定有形文化財產）
- 經藏（大田區指定文化財產）
- 日朗聖人坐像（大田區指定文化財產）
- 日輪聖人坐像（大田區指定文化財產）
- 天海版一切経（大田區指定文化財產）
- 木造柄香炉（大田區指定文化財產）
- 兜木收藏
  - 法華經研究者立正大学名誉教授、東京都豊島区雑司谷本納寺33世住職兜木正亨（かぶとぎ・しょうりょう）収集的1000件以上法華經關連資料。日蓮聖人真筆『御所御返事』和日蓮聖人的傳記絵巻『日蓮聖人註画讃』（安土桃山時代）等。1995年（平成7年）12月贈送給池上本門寺。

## 池上本門寺的考古
池上本門寺是江戶時代的墓所聚集地。2002年（平成14年）到2003年（平成15年）、重要文化財產五重塔解体修理的時候、塔周圍的墓地也經行了整理。
大名墓有米澤藩上杉家圓光院殿墓所、熊本藩細川家清高院殿和高正院殿墓所等3処、還有禦畫師狩野家4家（仲橋狩野宗家、鍛冶屋町狩野、浜町狩野、木挽町狩野）、木挽町狩野家2代目狩野常信墓所、3代目狩野周信墓所、9代目狩野養信墓所3処、以立正大学坂詰秀一教授為團長、本門寺和大田區教育委員会、立正大学考古学研究室聯合実施了考察。
根據調査、了解了這些近代墓的上部和下部構造。特別是下部埋葬施設的調査非常稀少、是重要的調査成果。墓所解体修理后、位置少有移動、並且做了補強和修復。調査成果寫成了發掘調査報告書。發掘調査報告書在本門寺靈宝殿可以購買。

#### 大名墓調査關連
- 坂詰秀一編 2004 『池上本門寺奥絵師狩野家墓所の調査-狩野養朴常信墓所・狩野如川周信墓所・狩野晴川院養信墓所-』 池上本門寺。
- 坂詰秀一編 2002 『近世大名家墓所の調査 - 圓光院殿日仙榮壽大姉墓所、清高院殿妙秀日圓大姉墓所、高正院殿妙泉日流大姉墓所』池上本門寺奉賛会。

#### 五重塔修理關連
- 文化財建造物保存技術協会編 2003 『重要文化財本門寺五重塔保存修理工事報告書』池上本門寺。
- 藤田香織・腰原幹雄・坂本功 2002年 「伝統的木造五重塔の振動特性に關する研究その2－池上本門寺五重塔の微動測定－」『日本建築学会大会学術講演梗概集』C-1、251～252頁。
- 重要文化財本門寺五重塔修理委員会編 1958 『重要文化財本門寺五重塔修理工事報告書』

## 池上山内的本門寺所屬寺院
大坊本行寺
日蓮圓寂的地方。是池上氏館遺跡、也是館内持佛堂的起源。和理境院、照榮院是池上三院家。
妙祐山理境院
總門進去后左手。作爲本門寺三世日輪住坊元亨年間（1321～1324年）開創。池上三院家、允許用塗朱砂的山門的古刹。幕末、官軍薩摩藩進攻江戶時、理境院是西郷隆盛的宿營。
朗慶山照榮院
本來是教育日蓮宗僧侶的場所、1689年（元禄2年）在此開創南谷壇林（なんこくだんりん）。壇林在1869年（明治2年））廢棄、遺留下來的建築是1836年（天保７年）再建的「板頭寮」（ばんとうりょう）、作爲該寺倉庫。背後的石階（妙見坂）上面、有南谷壇林守護鎮守、供奉加藤清正女兒瑶林院奉納的「妙見菩薩立像」的妙見堂。妙見堂邊上是第二次大戰後新加坡樟宜俘虜収容所被處決的旧日本軍士兵，軍属的「樟宜殉難者慰靈塔」。
不変山永寿院
東照山常仙院
喜升山本成院
慧光山厳定院（池上鬼子母神）
南之院
蓮華山東之院
慈性山安立院
大經山心浄院
朗榮山本妙院
西之院
廣布山覚源院
中道院
妙教山法養寺
（本尊勸請様式）一塔両尊四士（徳川四代家綱室贈）
（祖師像）日蓮説法像（江戶城本丸安置家綱贈・鎌倉時代末）
（文化財）四天王像　（德川家綱室贈）、大黒天（德川8代吉宗贈）他多数。開山是妙経院日等。1587年（天正15年）神田三河町創立。明治43年同池上妙教庵合併移到池上。山号從勧明山改爲妙教山。現住職26世小松邦彰老師是立正大学教授、日蓮教学研究第一人寫了很多著作。
長莊山養源寺
微妙山真性寺（帝釋天）
妙玄山實相寺現住酒井貫首出身寺院。
玄性山妙雲寺現存池上山内十九寺中唯一雑司是谷法縁的寺廟（縁頭寺是雑司谷鬼子母神法明寺）。

## 其他
- 毎年10月11日～13日、舉行30万人參加的盛大法會。
- 有很多名人的墓、如幸田露伴，力道山的墓。
- 初詣　毎年新年很多人參拜。根據2007年警視廰調查是東京都内初詣人數前10位的寺廟。
- 節分　因爲有力道山墓所以自由搏擊的活動很多。
- 本行寺釋迦堂 （页面存档备份，存于） 1723年（享保8年）池上本門寺日蓮的御齒骨分与和奉安。
- 毎月1次星期五花園音樂會、2002年開始由「イキイキ推進委員会」 （页面存档备份，存于）舉辦、在櫻廣場的野外舞臺舉行。
- 大田区立本門寺公園
  - 池上本門寺東側的公園。1938年（昭和13年）12月「東京市本門寺公園」開園。戰後大田區移管。
- 滿洲国軍慰靈碑
  - 五重塔邊上。満州国軍將兵的慰靈碑。

## 交通
- 東急池上線 池上站下車走10分鐘
- 都營淺草線 西馬込站下車走8分鐘
- JR京濱東北線大森站乘東急巴士本門寺前下、蒲田站轉乘東急池上綫

## 關連項目
- 池上 (大田區)
- 西馬込

## 外部連結
- 日蓮宗大本山 池上本門寺 （页面存档备份，存于）
- 日蓮宗大本山 池上本門寺Yahoo地圖